# Asombrosamente
Asombrosamente é uma série de televisão estadunidense de 2015 produzida e exibida pelo National Geographic. A série, estrelada pelo músico mexicano Aleks Syntek é composta por 10 episódios de meia hora que explica o funcionamento do cérebro nas atividades diárias.